# Рилендсов фрагмент
Рилендсов фрагмент, Рилендсов папирус - Папирус 52 (енгл. Rylands Library Papyrus P52) је фрагмент папируса из 2. века, пронађен 1920. године у Египту и представља најстарији сачувани примерак библијског фрагмента.
Папирус је откривен 1920. године, а 1936. године је продат Уједињеном Краљевству. Сада се налази у Џон Рилендс универзитетској библиотеци у Манчестеру. То је делимично сачуван фрагмент који је вековима умотавао једну египатску мумију. Овај фрагмент папируса је димензија 8,9 × 6 цм, и са обе стране садржи стихове из осамнаестог поглавља Јеванђеља по Јовану (Јов. 31-33, 37, 38)  на грчком језику. Са задње стране садржи линије из стихова 37-38. Од 2007. године.
Иако је Рилендс 𝔓52 генерално прихваћен као најранији сачувани запис канонског новозаветног текста, датирање папируса никако није предмет консензуса међу научницима. Оригинални уредник је предложио распон датума од 100 до 150. године док је недавно истраживање Пасквала Орсинија и Вилија Клариса, која има за циљ да генерише доследно ревидиране процене датума за све новозаветне папирусе написане пре средине 4. века, предложила датум за152 од 125–175. године. Неколико научника каже да с обзиром на потешкоће фиксирања датума фрагмента заснованог искључиво на палеографским доказима дозвољава могућност датума изван ових процена опсега, тако да „свако озбиљно разматрање оквира могућих датума за П52 мора укључити датуме у каснијем другог и раног трећег века.“
Фрагмент папируса био је међу групом коју је на египатском тржишту набавио 1920. Бернард Гренфел, који је одабрао неколико фрагмената за библиотеку Рилендс и почео да ради на њиховој припреми за објављивање пре него што се превише разболео да би завршио задатак. Колин Х. Робертс је касније наставио овај рад и објавио прву транскрипцију и превод фрагмента 1935. године. Робертс је пронашао више папирусних докумената између касног 1. и средине 2. века,. Пошто је мало вероватно да је овај текст јеванђеља стигао у Египат пре 100. године, предложио је датум у првој половини 2. века. 
Папирус је исписан са обе стране и стога мора бити из кодекса, сашивене и пресавијене књиге, а не из свитка или изолованог листа; а сачувани део такође укључује део горње и унутрашње маргине странице. стога чува горњи леви угао десне стране; док версо чува горњи десни угао странице са леве стране. Подебљани знакови су они који се могу видети у Папирусу 52. Ректо текст долази из Јеванђеља по Јовану 18:31–33:
Изгубљено је једанаест редова текста, који садрже Јеванђеља по Јовану18:34–36. 